# Robin Pflüger
Robin Pflüger (* 16. Februar 1993) ist ein deutscher Basketballtrainer und ehemaliger -spieler.

## Werdegang

### Spieler
Zwischen der Saison 2009/10 und 2012/13 bestritt Pflüger insgesamt sechs Spiele in der Basketball-Bundesliga für die Gießen 46ers. Er spielte zusätzlich für den VfB 1900 Gießen in der 2. Bundesliga ProB und in der Regionalliga. Zeitweise gehörte er zum erweiterten Kreis der Anwärter auf einen Platz in der deutschen U20-Nationalmannschaft.
In der Sommerpause 2013 wechselte er zum Regionalligisten BG Dorsten. Ende Oktober 2013 verließ er die BG wegen einer Schambeinentzündung wieder. Pflüger spielte dann kurz für den MTV 1846 Gießen in der 2. Regionalliga. In der Saison 2014/15 und in Teilen der Folgespieljahre 2015/16 und 2016/17 stand Pflüger in Diensten des Regionalligisten EVL Baskets Limburg.
2017/18 verstärkte Pflüger den TV Lich in der 1. Regionalliga. 2018 wechselte er zu den Hertener Löwen (ebenfalls 1. Regionalliga). Während seiner Trainertätigkeit bei Citybasket Recklinghausen wirkte er in einigen Regionalliga-Begegnungen als Spieler mit.

### Trainer
In der Saison 2021/22 war er Assistenztrainer der Spielgemeinschaft Metropol Baskets Ruhr in der Nachwuchs-Basketball-Bundesliga. 2023 ging Pflüger zum BSV Wulfen, wurde Assistenztrainer der BSV-Mannschaft in der 1. Regionalliga sowie hauptverantwortlicher Trainer der zweiten Wulfener Mannschaft und der Metropol Baskets Ruhr. Am Ende der Saison 2023/24 kam es wieder zur Trennung zwischen Wulfen und Pflüger. Er blieb Trainer der Metropol Baskets Ruhr in der Nachwuchs-Basketball-Bundesliga.
Pflüger ging in der Sommerpause 2024 zu Citybasket Recklinghausen und wurde Trainer der zweiten Herrenmannschaft des Vereins. Zu Jahresbeginn wurde Pflüger in Recklinghausen zum Cheftrainer der ersten Mannschaft (zu diesem Zeitpunkt in der 1. Regionalliga stark abstiegsgefährdet) befördert. Im März 2025 wurde Cedric Hüsken als Pflügers Nachfolger im Traineramt mit dem Beginn der Saison 2025/26 verkündet. Pflüger hatte den Abstieg nicht mehr verhindern können.